# Trentepohlia obsoleta
Trentepohlia obsoleta är en tvåvingeart som beskrevs av Edwards 1927. Trentepohlia obsoleta ingår i släktet Trentepohlia och familjen småharkrankar.
Artens utbredningsområde är Myanmar. Inga underarter finns listade i Catalogue of Life.